# مڭرن
مڭرن قرية مغربية بإقليم القنيطرة الساحلي، شمالي الرباط. تضم بلدة مڭرن 26.966 نسمة (إحصاء 2004).
وفقا للإحصاء العام للسكان والسكنى لسنة 2014 بلغ عدد القاطنين بالجماعة ما مجموعه 31.290 مواطنا مغربيا بمجموع 5.260 أسرة بالإضافة ل2 من الأجانب.